# Pansfelde
Pansfelde is een plaats en voormalige gemeente in de Duitse deelstaat Saksen-Anhalt, en maakt deel uit van het district Harz.

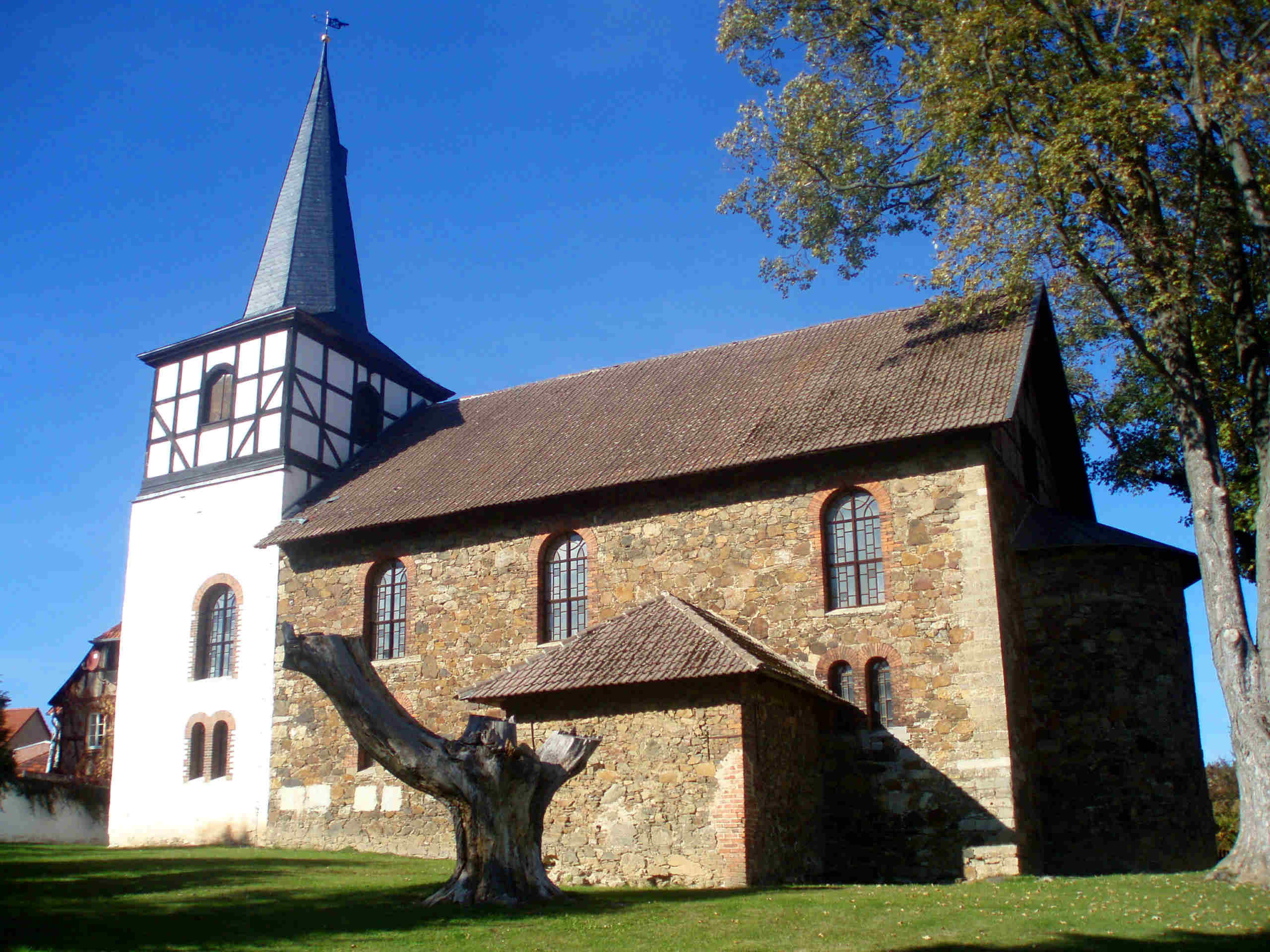
Johanneskerk in Pansfelde

Pansfelde telt 627 inwoners.